# ミアキス
ミアキス (Miacis) は、暁新世から始新世中期にかけての約6,500万年前 - 4,800万年前に生息した小型捕食動物。イヌやネコ、アシカなどを含む食肉目の祖先、あるいは祖先に近縁な動物とされる。かつては食肉目ミアキス科とされた。しかし、これは多系統であるとして解体されており、現在では食肉形類に分類されることが多い。

## 形態
体長約30cm。長くほっそりした胴体や、長い尾、短い脚など、イタチあるいは、現在マダガスカルのみに生息するフォッサなどに似た姿であったと推定される。後肢は前肢より長く、骨盤はイヌに近い。四肢の先端には、引っ込めることのできる鉤爪を備えた、五本の趾があった。この手首の骨は、現生の食肉類とは異なり、諸骨が独立していた。
頭骨については、丈は低いが同時期の肉歯類などよりも身体に対する比率の大きな脳頭蓋を持っていた。歯性は、ほぼ真獣類の基本形を保持しているが、上顎の最後位の大臼歯は欠ける。上顎第四小臼歯及び下顎第一大臼歯は、現生の食肉類と同様の裂肉歯となっていた。また、骨性の鼓胞は持っていない。

## 生態
当時の地上はヒアエノドンなど肉歯類が捕食者の地位を占めていたため、新参の彼らは樹上にとどまっていた。その生態は現生のテンのようであったとされ、おそらくは鳥類や爬虫類、同じ樹上生活者であるパラミスやプティロドゥスなどを捕食していたと思われる。